# Stryszów
Stryszów est une localité polonaise, siège de la gmina de Stryszów, située dans le powiat de Wadowice en voïvodie de Petite-Pologne.